# Micrasiodiplosis constricta
Micrasiodiplosis constricta är en tvåvingeart som beskrevs av Mamaeva 1980. Micrasiodiplosis constricta ingår i släktet Micrasiodiplosis och familjen gallmyggor.
Artens utbredningsområde är Kazakstan. Inga underarter finns listade i Catalogue of Life.